# Karl Christian von Elsner
Karl Christian von Elsner (* 13. September 1755 in Riemberg, Kreis Steinau; † 15. September 1815 in Dessau) war ein preußischer Generalleutnant und Kommandant von Wittenberg.

## Leben

### Herkunft
Karl Christian war ein Sohn von Melchor Joachim von Elsner (1716–1787) und dessen Ehefrau Johanna Dorothea, geborene von Kölichen. Sein Vater war Kontrolleur der Breslauer Sparkasse und Generalpächter der Niemberger Güter.

### Militärkarriere
Elsner besuchte das Berliner Kadettenhaus sowie die Academie militaire. Am 22. März 1772 wurde er als Fähnrich im Infanterieregiment „von Saldern“ der Preußischen Armee angestellt. Er avancierte Anfang Juli 1776 zum Sekondeleutnant und war ab Ende Juni 1777 Generaladjutant seines Regimentschefs. Als solcher nahm er am Bayerischen Erbfolgekrieg teil. Nach dem Tod des Generalleutnants von Saldern am 4. April 1785 wurde er Adjutant in der Suite des preußischen Königs Friedrich II. Elsner stieg bis Anfang Februar 1787 zum Kapitän und Kompaniechef im Grenadierbataillon „von Drost“ auf. Von dort kam er am 29. Juni 1788 in das Infanterieregiment „von Braunschweig“ und avancierte im Dezember 1792 zum Major. Während des Ersten Koalitionskrieges kämpfte Elsner bei der Belagerung von Verdun, den Schlachten bei Kaiserslautern und Pirmasens sowie den Gefechten bei LaLune und Kettrichhof. Am 17. September 1793 erhielt er den Orden Pour le Mérite.
Nach dem Krieg wurde er am 19. Januar 1798 zum Regimentskommandeur ernannt und in dieser Stellung am 3. Juni 1803 zum Oberst befördert. Im Vierten Koalitionskrieg kämpfte er in der Schlacht bei Auerstedt. Nach dem Krieg im Jahr 1807 wurde er zur Übernahme der Kriegsgefangenen kommandiert.
Am 23. Oktober 1809 erhielt Elsner den Auftrag die Truppen der Brandenburger, Pommerschen, Neumärkischen und Niederschlesischenen Brigaden zu inspizieren und zu berichten. Hintergrund waren die Aktionen des Majors Ferdinand von Schill und der König wollte wissen, von welchen Truppen weitere Eigenmächtigkeiten zu erwarten wären. Am 9. Mai 1809 erhielt er seine Beförderung zum Generalmajor, allerdings nur mit Halbsold. Am 23. Oktober 1809 wurde er mit einem Auditor nach Brandenburg an der Havel geschickt, um die dortigen Unruhen zu untersuchen. Anschließend wurde er am 15. November 1809 zum Kommandanten von Brandenburg an der Havel ernannt. Dort blieb er bis 1812, als er im Vorfeld der Befreiungskriege sein Kommando an die Franzosen abgeben musste.
Am 20. Januar 1813 erhielt er seinen Abschied, aber bereits am 5. Mai 1813 wurde er zum Divisionär der Landwehr zwischen Elbe und Oder ernannt. Wegen seiner Erkrankung wurde er am 26. Juni 1813 bereits wieder abgelöst. Er ging nach Teplitz um zu kuren. Nach seiner Erholung wurde er nach der Völkerschlacht bei Leipzig, am 21. Oktober 1813 zum Kommandanten von Leipzig ernannt. Aber bereits am 14. Dezember 1813 wurde er als zukünftiger Kommandant von Wittenberg bestimmt. Es dauerte aber bis zum 31. Mai 1815, bis er als wirklicher Kommandant nach Wittenberg versetzt und zum Generalleutnant befördert wurde. Hier erhielt er am 8. September 1815 Urlaub, um sich von einer Krankheit in Dessau zu erholen. Er starb aber dort bereits am 15. September 1815.

### Familie
Elsner heiratete am 2. August 1783 in Kehnert bei Magdeburg Karoline von Arnstedt (1762–1832), eine Tochter des Christoph Dietrich von Arnstedt (1709–1769). Das Paar hatte mehrere Kinder:
- Adolf Ferdinand (1784–1786)
- Lisette Karoline (1789–1871) ⚭ August Ludwig von Ledebur (1776–1852), preußischer General der Kavallerie[2]
- Adolf Ferdinand (1791–1813), gefallen als Sekondeleutnant im Gefecht bei Königswartha
- Adelheid (1794–1867) ⚭ August Wilhelm von Stosch (1783–1860), Geheimer Obermedizinalrat, Leibarzt der Königin
- Ida (1797–1804)
- Cäcilie (1800–1876)

⚭ Freiherrn Wilhelm von Meyern († 1826), badischer Major
⚭ 1835 Johannes Zeller (1807–1839), Pastor in Stäsa bei Zürich
- Gustav (1804–1809)